# Gnophos finitimaria
Gnophos finitimaria là một loài bướm đêm trong họ Geometridae.